# 山东师范大学附属小学
山东师范大学附属小学（简称：山师附小；英语：The Primary School Attached to Shandong Normal University），是位于中华人民共和国山东省济南市的一所省级重点小学，创立于1955年。2003年建立雅居园校区。2017年8月，创办山东师范大学附属小学大学城校区。现有三个校区办学。

## 学校历史
学校最早创建于1955年春，称济南和平路小学。1956年并入当时的山东师范学院，成为其附属小学。1970年，山东师范学院附属小学独立办学并更名为济南文化路第一小学。1978年再次并入山东师范学院。1981年，因山东师范学院更名为山东师范大学，山东师范学院附属小学更名为山东师范大学附属小学。